# قائد محمد العنسي
قائد محمد قائد العنسي هو دبلوماسي وعسكري ومؤلف يمني.

## ولادته ونشاته
ولد ونشأ في قرية عزلة بيت العنسي في مديرية ضوران، في محافظة ذمار، وفيها درس القرآن الكريم، وعلم التجويد.

## دراسته
انتقل إلى مدينة تعز، فدرس فيها المرحلة الابتدائية، ثم انتقل إلى مدينة صنعاء، فدرس فيها المرحلتين: الإعدادية والثانوية، ثم التحق بالكلية الحربية، وتخرج منها عام 1403هـ/ 1983م برتبة ملازم ثان، كما التحق بكلية الشريعة والقانون بجامعة صنعاء، وحصل على شهادة الليسانس عام 1409هـ/ 1989م، ثم ابتعث إلى السودان، حيث حصل على الماجستير في الفقه المقارن من جامعة أم درمان الإسلامية عام 1414هـ/ 1994م، كما حصل على درجة الماجستير أيضًا في العلوم العسكرية، ثم حصل على الدكتوراه في العلوم السياسية من مركز البحوث والدراسات التابع لجامعة جامعة إفريقيا العالمية في السودان.

## المناصب التي تولاها
تولى عددًا من المناصب العسكرية، وعمل في السلك الدبلوماسي العسكري ضابط ارتباط في السفارة اليمنية لدى السودان عام 1415هـ/ 1995م، ثم تعين ملحقًا عسكريًّا لدي السودان عام 1422هـ/ 2001م، وترقى في رتبته العسكرية حتى رتبة (عميد ركن).

تم تعيينة مديرا لدائرة شؤون الضباط في عام 2006.
كما تم تعيينة عضوا في لجنة الشؤون العسكرية لتحقيق الأمن والاستقرار في اليمن عام 2012

وهو حاصل على وسام النيلين من الطبقة الثانية.
شارك في العديد من اللجان المشكلة لحل النزاعات.

## مؤلفاته
من مؤلفاته:
1. الجاسوسية وأحكامها في الفقه الإسلامي والقانون. رسالة الماجستير.
2. التداخل السكاني وأثره في العلاقات اليمنية الحبشية من عام 1900 إلى عام 2000م، رسالة الدكتوراه، صدرت في كتاب.[1]
3. الصراعات السياسية والعسكرية في دول القرن الإفريقي وآثارها على اليمن.[2]
4. دراسة الأوضاع السياسية في دول القرن الإفريقي.
5. دراسة الأوضاع الثقافية والاجتماعية في دول القرن الإفريقي: إثيوبيا- الصومال- السودان- كينيا- جيبوتي- إرتيريا.